# Squalius

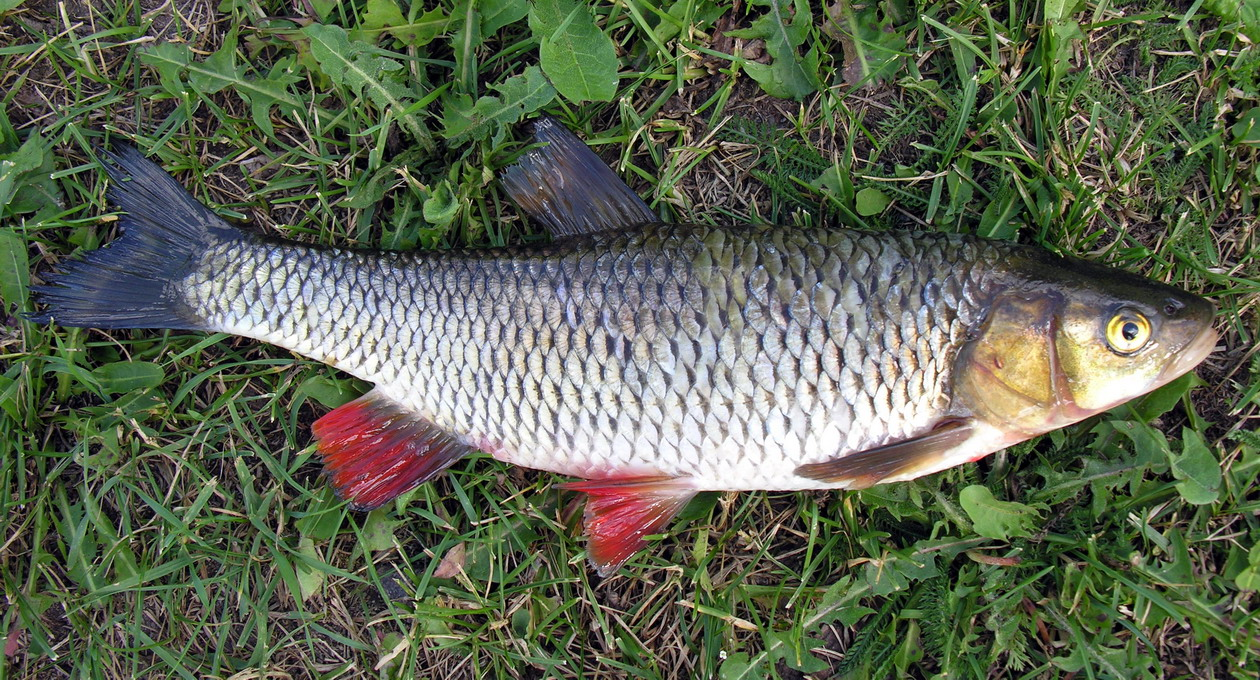
Cacho (S. cephalus).

El género Squalius engloba peces ciprínidos de agua dulce incluidos en el orden Cypriniformes, distribucidos ampliamente por ríos de Europa y Asia.

## Morfología
Son ciprínidos de tallas que varían entre pequeños y medianos, caracterizados por una morfología corporal alargada y robusta, con una boca grande en posición terminal o subterminal; no presentan barbas y tienen una línea lateral completa.

## Hábitat y biología
Las especies de este género presentan una gran valencia ecológica, pudiendo habitar multitud de hábitat distintos, viviendo generalmente sobre sustratos duros de piedras, aunque durante la fase reproductora migran hasta sustratos fangosos. Son gregarios, formando bancos con multitud de individuos de talla y edad similar.
Su alimentación tiene un rango muy amplio, comen desde animales a plantas, mostrando una gran adaptación a las variaciones tróficas estacionales, lo que convierte a estas especies en muy resistentes y adaptables a las condiciones ambientales variables. Esto los ha convertido en problemáticos en aquellos sitios que fueron introducidos, causando daños ecológicos a las poblaciones de peces autóctonas.

## Especies
Originalmente incluido como subgénero dentro del género Leuciscus, estudios más recientes aconsejaron agruparlos en un género aparte, con pocas diferencias morfológicas entre las especies de este género. Se esperan estudios más precisos para una reubicación taxonómica definitiva. Actualmente existen 44 especies agrupadas en este género:
- Squalius agdamicus (Kamensky, 1901)
- Squalius albus (Bonaparte, 1838)
- Squalius anatolicus (Bogutskaya, 1997)
- Squalius aphipsi (Aleksandrov, 1927)
- Squalius aradensis (Coelho, Bogutskaya, Rodrigues y Collares-Pereira, 1998)
- Squalius aristotelis (Özulug y Freyhof, 2011)
- Squalius cappadocicus (Özulug y Freyhof, 2011)
- Squalius carinus (Özulug y Freyhof, 2011)
- Squalius carolitertii (Doadrio, 1988) - Bordallo, Escalo o Gallego.
- Squalius castellanus (Doadrio, Perea y Alonso, 2007)
- Squalius cephaloides (Battalgil, 1942)
- Squalius cephalus (Linnaeus, 1758) - Cacho.
- Squalius cii (Richardson, 1857)
- Squalius ghigii (Gianferrari, 1927)
- Squalius illyricus (Heckel y Kner, 1858)
- Squalius irideus (Ladiges, 1960)
- Squalius janae (Bogutskaya y Zupancic, 2010)
- Squalius keadicus (Stephanidis, 1971)
- Squalius kottelati (Turan, Yilmaz y Kaya, 2009)
- Squalius laietanus (Doadrio, Kottelat y de Sostoa, 2007)
- Squalius lepidus (Heckel, 1843)
- Squalius lucumonis (Bianco, 1983)
- Squalius malacitanus (Doadrio y Carmona, 2006)
- Squalius microlepis (Heckel, 1843)
- Squalius moreoticus (Stephanidis, 1971)
- Squalius orientalis (Heckel, 1847)
- Squalius orpheus (Kottelat y Economidis, 2006)
- Squalius pamvoticus (Stephanidis, 1939)
- Squalius peloponensis (Valenciennes, 1844)
- Squalius platyceps (Zupancic, Maric, Naseka y Bogutskaya, 2010)
- Squalius prespensis (Fowler, 1977) - .
- Squalius pyrenaicus (Günther, 1868) - Bordallo, Cacho o Cachuelo.
- Squalius recurvirostris (Özulug y Freyhof, 2011)
- Squalius spurius (Heckel, 1843)
- Squalius squaliusculus (Kessler, 1872)
- Squalius squalus (Bonaparte, 1837)
- Squalius svallize (Heckel y Kner, 1858)
- Squalius tenellus (Heckel, 1843)
- Squalius torgalensis (Coelho, Bogutskaya, Rodrigues y Collares-Pereira, 1998)
- Squalius turcicus (De Filippi, 1865)
- Squalius ulanus (Günther, 1899)
- Squalius valentinus (Doadrio y Carmona, 2006) - Bagra levantina.
- Squalius vardarensis (Karaman, 1928)
- Squalius zrmanjae (Karaman, 1928)

Especies antes encuadradas en este género pero que han cambiado a otro:
- Squalius alburnoides (Steindachner, 1866) - Calandino, que es ahora denominado Tropidophoxinellus alburnoides
- Squalius palaciosi (Doadrio, 1980), que es ahora denominado Iberocypris palaciosi